# Voulpaix
Voulpaix ist eine französische Gemeinde mit 348 Einwohnern (Stand 1. Januar 2022) im Département Aisne in der Region Hauts-de-France. Sie gehört zum Arrondissement Vervins, zum Kanton Marle und zum Gemeindeverband Thiérache du Centre.

## Lage
Die Gemeinde Voulpaix liegt in der Landschaft Thiérache, fünf Kilometer westlich von Vervins. Nachbargemeinden von Voulpaix sind Haution im Norden, Laigny im Nordosten, Vervins im Osten und Südosten, Saint-Pierre-lès-Franqueville im Süden und Südwesten, Lemé im Westen sowie La Vallée-au-Blé im Nordwesten.

## Bevölkerungsentwicklung
Die Einwohnerzahl von Voulpaix betrug 1861 noch 1015 Einwohner und ist seither auf weniger als die Hälfte der Einwohnerzahl gefallen.
| Jahr                       | 1962 | 1968 | 1975 | 1982 | 1990 | 1999 | 2006 | 2012 | 2022 |
| Einwohner                  | 528  | 516  | 503  | 434  | 404  | 368  | 389  | 417  | 348  |
| Quellen: Cassini und INSEE |      |      |      |      |      |      |      |      |      |

## Sehenswürdigkeiten

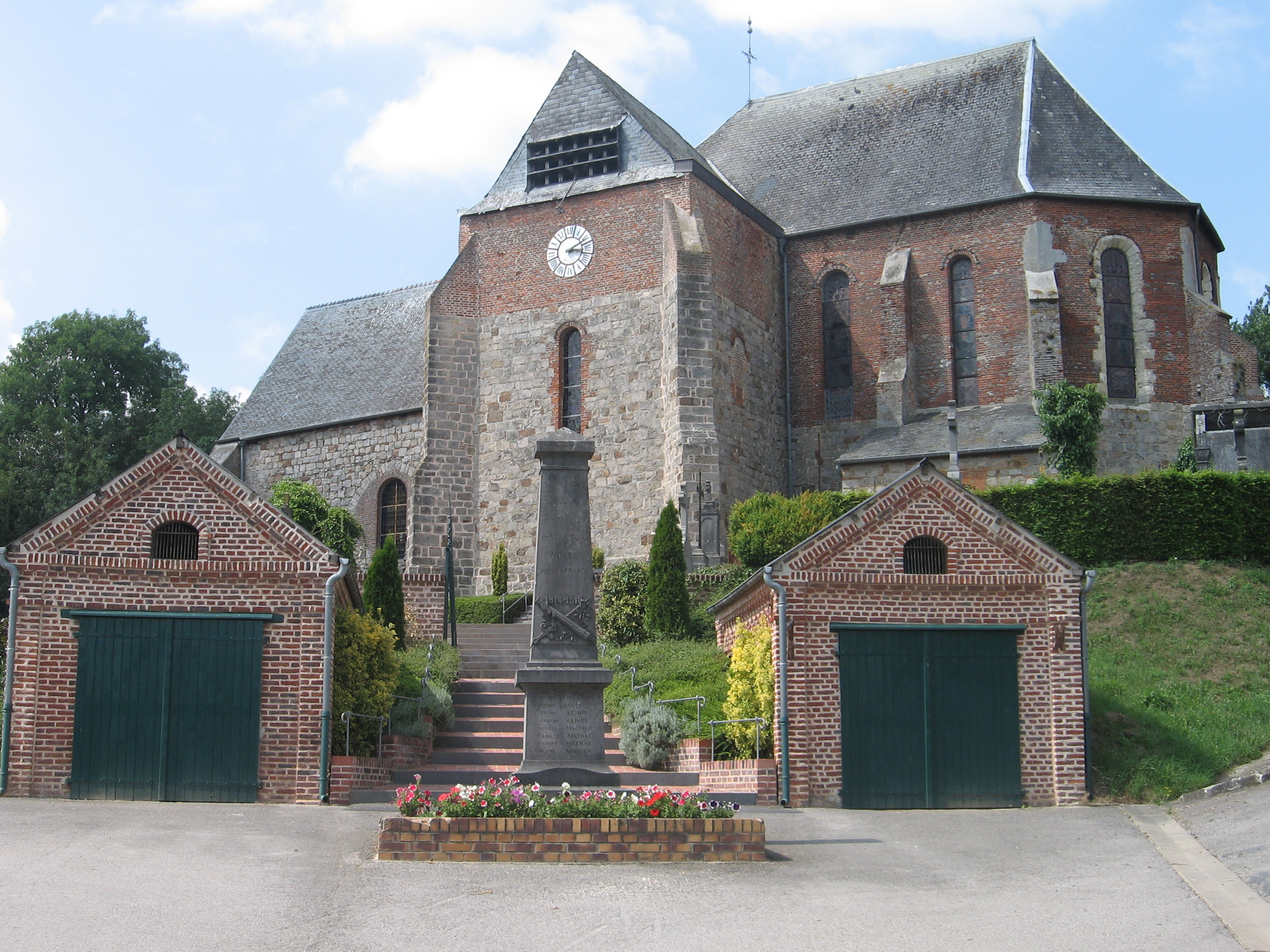
Kirche Saint-Quentin
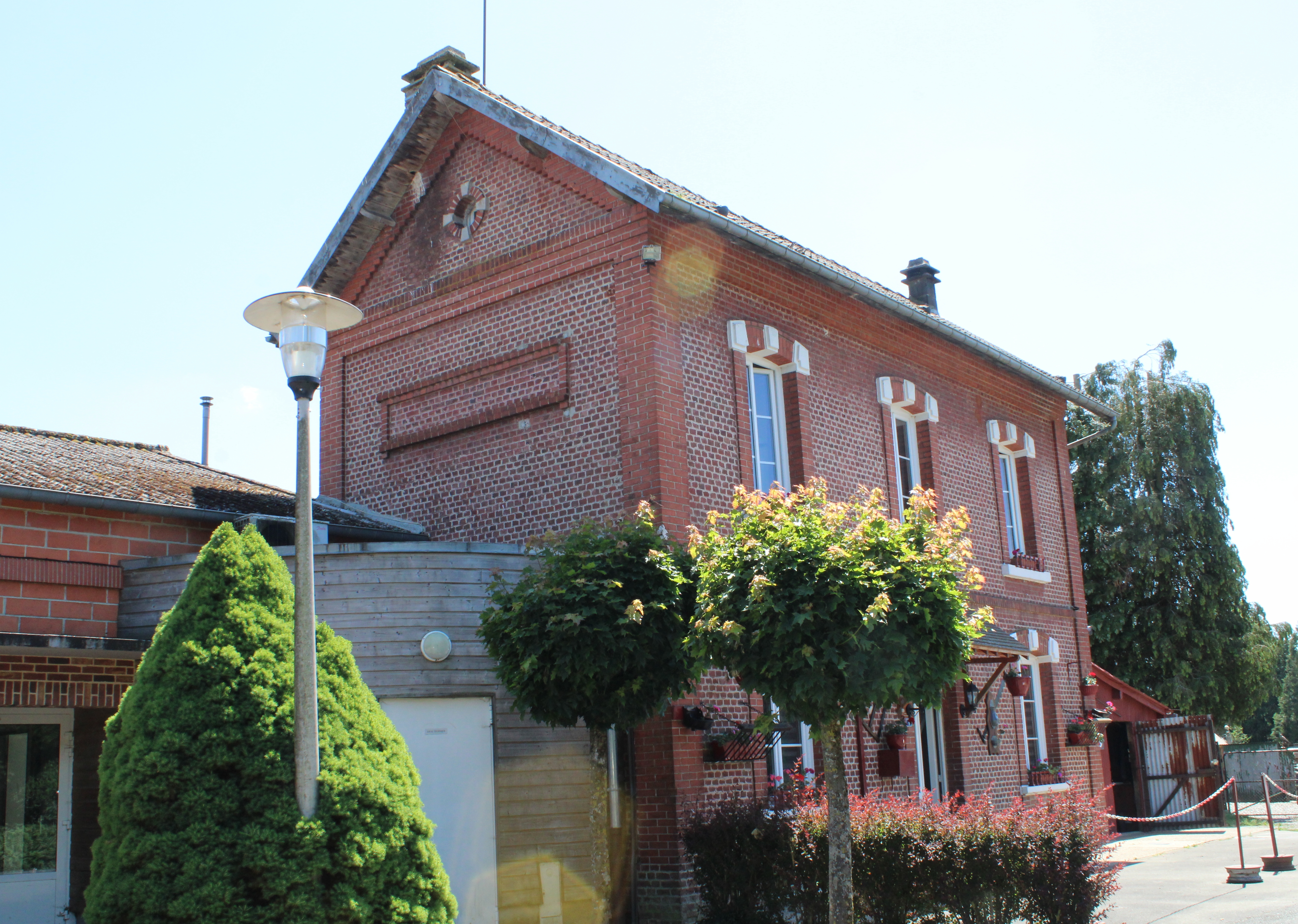
Ehemaliger Bahnhof
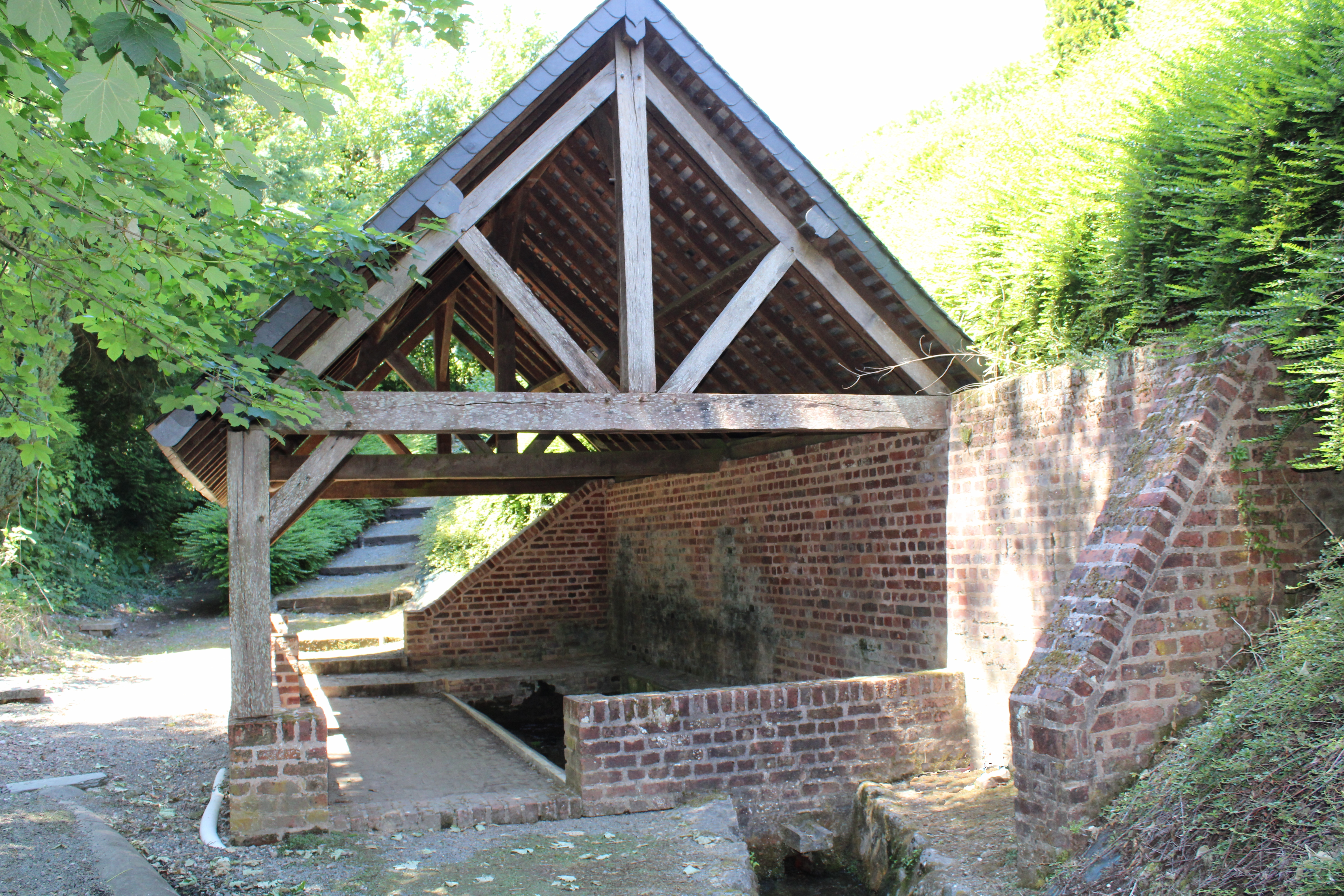
Lavoir
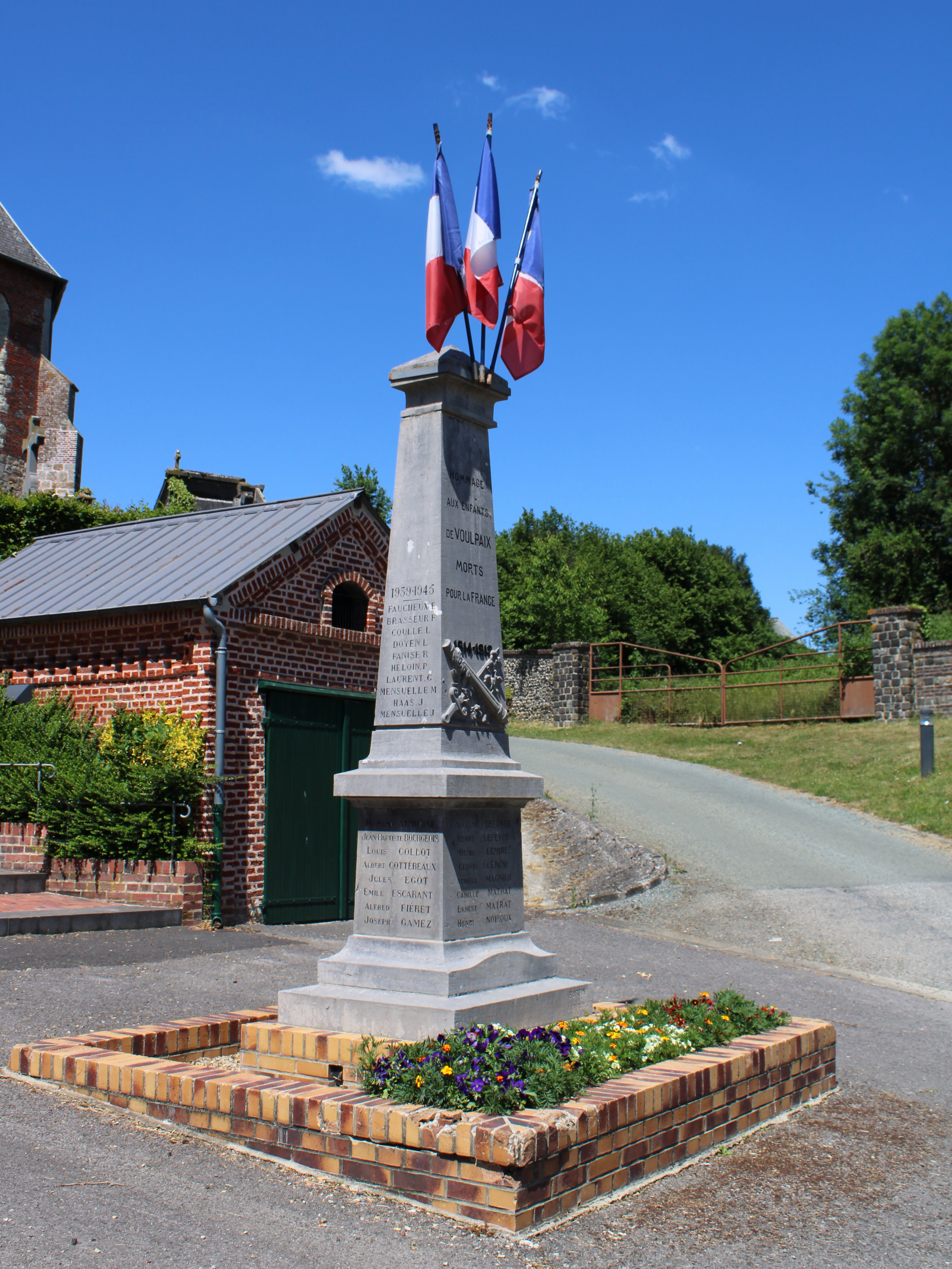
Gefallenendenkmal

- zwei Lavoirs

- Kirche Saint-Quentin
- Ehemaliger Bahnhof
- Lavoir
- Gefallenendenkmal